# Rożdestwenśke (obwód czernihowski)
Rożdestwenśke (ukr. Рождественське, do 2016 Żowtnewe, ukr. Жовтневе) – wieś na Ukrainie, w obwodzie czernihowskim, w rejonie nowogrodzkim, w hromadzie Korop. Liczy 775 mieszkańców.